# Sainte-Julie (Kanada)
Sainte-Julie – miasto w Kanadzie, w prowincji Quebec, w regionie Montérégie i MRC Lajemmerais. Zostało nazwane na cześć świętej, Julii z Korsyki.
Liczba mieszkańców Sainte-Julie wynosi 29 079. Język francuski jest językiem ojczystym dla 95,9%, angielski dla 1,7% mieszkańców (2006).